# Вольтер
Вольте́р (фр. Voltaire, справжнє ім'я Франсуа́ Марі́ Аруе́, фр. François Marie Arouet, фр.: [fʁɑ̃swa maʁi aʁwɛ], 21 листопада 1694, Париж, Французьке королівство — 30 травня 1778, там же) — один із найбільших французьких філософів-просвітників XVIII століття: поет, прозаїк, сатирик, трагік, історик, публіцист, антиклерикал, який відомий своєю дотепністю, нападками на настанови католицької церкви, а також пропагандою свободи віросповідання, свободи слова і відокремлення церкви від держави.
Вольтер був різнобічним письменником, створюючи роботи майже в кожній літературній формі: п'єси, вірші, романи, есе, історичні й наукові праці. Він написав понад 20000 листів і понад 2000 книг і брошур. Аруе був активним захисником громадянських свобод, попри ризик, це поставило його в рамки суворих законів про цензуру того часу.
Лірика молодого Вольтера перейнята епікурейськими мотивами, містить випади проти абсолютизму. Його зріла проза різноманітна за темами та жанрами: філософсько-фантастичний роман «Мікромегас» (1752), утопія «Кандид, або Оптимізм» (1759), філософська повість «Простодушний» (1767), трагедії в стилі класицизму «Брут» (1731), «Танкред» (видана 1761), сатиричні поеми («Орлеанська незаймана», 1735, видана 1755 року), публіцистика. Історична творчість Вольтера пов'язана з боротьбою проти релігійної нетерпимості, критикою феодально-абсолютистської системи: «Філософські листи» (1733), «Філософський словник» (1764—1769). Вольтер зіграв значну роль у розвитку світової філософської думки, в ідейній підготовці Великої французької революції кінця XVIII ст.

## Біографія

### Юність
Мати Вольтера, Марі Маргарет Дома, була куртизанкою, а батько, Франсуа Аруе, — нотаріусом і збирачем податків. Сам Вольтер не любив батька і його ремесло, а пізніше, 1744 року, зволів оголосити себе позашлюбним сином якогось шевальє де Рошбрюна, злиденного мушкетера і поета, ніж залишатися сином заможного буржуа.
По кількох роках навчання в паризькому єзуїтському коледжі Людовика Великого (1704—1721) юний Аруе, на вимогу батька, зайнявся вивченням права. Незабаром він проти батькової волі проміняв юриспруденцію на лаври зухвалого віршотворця і радості світського життя. У травні 1717 року за складання сатири на регента Франції герцога Орлеанського автор-початківець потрапив до Бастилії, проте рік ув'язнення не охолодив його літературного запалу. Вже в 1718 році була поставлена його перша значна п'єса «Едіп», прихильно сприйнята публікою.

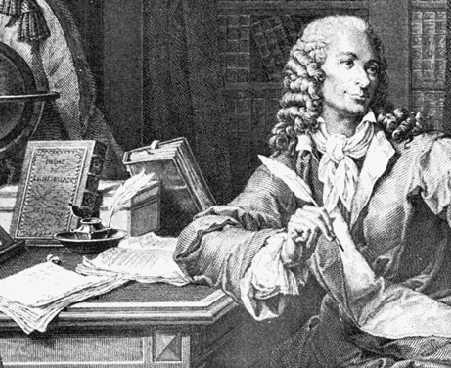

На початку 1726 року відбулася сутичка Вольтера з шевальє де Роганом, який дозволив собі привселюдно насміхатися з його спроби сховати під псевдонімом своє недворянське походження. Озброївшись пістолетами, Аруе намагався помститися кривднику, але був заарештований, кинутий до Бастилії, а наприкінці 1726 року — змушений залишити Париж. Понад дворічне перебування в Королівстві Великої Британії зміцнило його прихильність до віротерпимості і лібералізму. Свої ліберальні погляди Вольтер виклав у «Філософських листах». 1734 року, уже після повернення Вольтера на батьківщину, книга була спалена за вироком Паризького парламенту, а автор перебував під загрозою нового арешту. Не бажаючи спокушати долю, Вольтер того ж року виїхав до Шампані, де усамітнився в маєтку своєї коханки, маркізи дю Шатле. Одна з найосвіченіших жінок того часу, вона поділяла захоплення Вольтера метафізикою, природничими науками, біблеїстикою.

### Кар'єра придворного та еміграція
1744 року почалася коротка і невдала кар'єра Вольтера-придворного. Літературна популярність і впливові заступники забезпечили йому місце придворного історика (1745). 1746 року його обрали до Французької академії, але, попри всі намагання, йому так і не вдалося здобути прихильність короля.
У 1746 році Вольтер був призначений придворним поетом і історіографом, але через невдоволення маркізи де Помпадур порвав із двором. Холодність Людовика XV, розчарування у Версальському дворі, смерть маркізи дю Шатле (1749) схилили Вольтера прийняти запрошення прусського короля Фрідріха II, при дворі якого він з'явився 1750 року в Берліні (Потсдамі). Але там він викликав невдоволення короля непевними грошовими спекуляціями, а також сваркою з президентом Академії Мопертюї (карикатурно зображеним Вольтером у творі «Діатриба доктора Акакія»), через що був змушений у грудні 1754 року переїхати до Швейцарії, де йому довелося провести решту життя. В околицях Женеви він придбав невеликий маєток, який назвав «Відрадне» (Délices). Намагаючись убезпечити себе від неласки з боку духівництва Женеви, Вольтер наприкінці 1758 року орендував маєток Турне, а на початку 1759 року придбав ще й маєток Ферней, розташовані по обох боках кордону Женевського кантону з Францією. У цей час Вольтер почав співпрацювати в «Енциклопедії» Дідро і Д'Аламбера. Ферней став його «питомим князівством», яким він керував як освічений монарх, і місцем розгортання його 20-річної просвітницької діяльності. Як людина вже багата і цілком незалежна, капіталіст, землевласник і в той же час власник ткацької і годинникової майстерень, Вольтер — «Фернейський патріарх» — міг тепер вільно і безбоязно представляти у своїй особі «громадську думку», всемогутню думку, проти старого соціально-політичного ладу, що доживав свій вік.

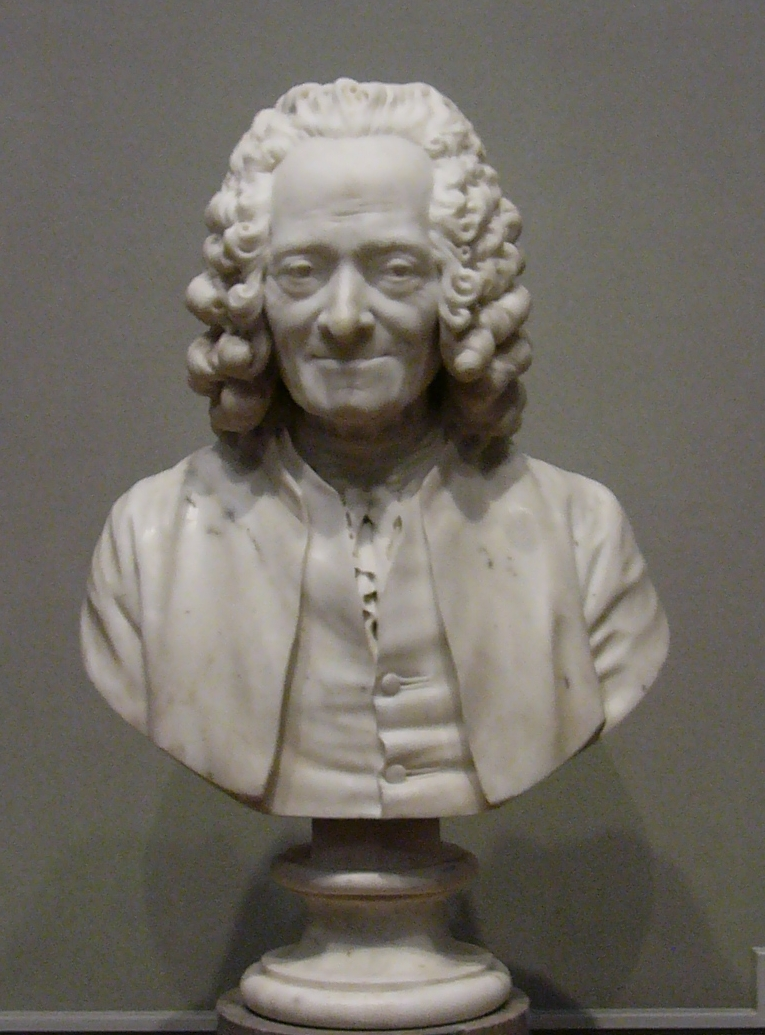
Бюст Вольтера

Ферней став місцем паломництва для нових інтелектуалів. Дружбою з Вольтером пишалися такі освічені монархи, як Катерина II, Фрідріх II, який відновив з ним листування, та Густав шведський.

### Останні роки в Парижі
У 1774 році Людовіка XV змінив Людовік XVI, а в 1778 році Вольтер у віці 84 років повернувся до Парижа, де йому, попри ворожу байдужість короля, влаштували захопливу зустріч. Він придбав собі садибу на вулиці Рішельє, активно працював над новою трагедією «Агафокл». Виставля́ння його останньої п'єси «Irène» перетворилася на його апофеоз. Призначений директором Академії, Вольтер, попри похилий вік, розпочав переробляти академічний словник. Вступив у масонську ложу Дев'яти Сестер.
Сильний біль, походження якого спочатку було незрозуміле, змушував Вольтера приймати великі дози опію. На початку травня, після загострення хвороби, доктор медицини Тронше поставив невтішний діагноз: рак передміхурової залози. Вольтер ще тримався, часом навіть жартував, але часто жарти переривала гримаса болю. Черговий лікарський консиліум, який відбувся 25 травня, передбачив швидкий летальний результат. Кожен день приносив хворому дедалі більші муки. Часом не допомагав навіть опій.
Племінник Вольтера абат Міньо, намагаючись примирити дядечка з католицькою церквою, запросив до нього абата Готьє та парафіяльного кюре церкви св. Сульпіция Терсака. Візит відбувся вдень 30 травня. За легендою, на пропозицію священнослужителів «зректися від Сатани і прийти до Господа» Вольтер відповів: «Навіщо перед смертю набувати нових ворогів?». Його останніми словами було «Заради Бога, дайте мені померти спокійно».
У 1791 році Національний конвент постановив перенести останки Вольтера до Пантеона і перейменувати «Набережну Театинців» на «Набережну Вольтера». Перенесення останків Вольтера до Пантеона перетворилося на грандіозну революційну демонстрацію. 1814 року під час Реставрації ходила чутка, що останки Вольтера були нібито викрадені з Пантеону, що не відповідало дійсності. Прах Вольтера все ще перебуває в Пантеоні.
Як стверджує Ілько Борщак, Вольтер був знайомий з Григором Орликом — останній нібито передав Вольтеру деякі матеріали свого батька для підготовки праці «Історія Карла XII» («Histoire de Charles XII», 1730).
На честь філософа названо астероїд головного поясу — 5676 Вольтер.

## Погляди

### Релігія

#### Деїзм Вольтера
Вольтера часто вважають атеїстом, проте він був прихильником деїзму, в основі якого віра у Бога-творця, який надалі після акту творення, не втручається в справи світу. Деїст у дусі британських вільнодумців XVIII століття, Вольтер намагався довести існування Божества, яке створило Всесвіт, в справи якого, проте, не втручається, оперуючи доказами: «космологічними» («Проти атеїзму»), «телеологічним» («Філософ невіглас») і «моральними» (стаття «Бог» в «Енциклопедії»). Аналіз праць Вольтера свідчить, що його критика скоріше спрямована проти церкви, як установи, ніж проти самої концепції релігії. Деїст Вольтер вів полеміку, як із церквою, так і з атеїзмом. Йому належить вислів «Якби Бога не було, то його слід би було вигадати». Він брав участь у релігійних церемоніях і навіть збудував каплицю в своєму маєтку в Фернеї. Не бувши людиною релігійною, Вольтер відмовлявся все ж від атеїзму Дідро та Гольбаха й часто повторював свій знаменитий куплет:
 L'univers m'embarrasse, et je ne puis songer
Que cette horloge existe et n'ait point d'horloger.
Всесвіт дивує мене й не можу думати я,
Що годинник цей існує без годинникаря.
Таким чином Вольтер зберіг віру у «вічного геометра». Водночас, дотримуючись ідей деїзму, він заперечував провіденціалізм як ілюзію, залишаючи без відповіді запитання святого Августина про те, чому у світі існує зло, якщо його творець — Бог, якого всі теологи називають добрим.
Борючись проти церкви, духовенства та релігій «одкровення», Вольтер був водночас ворогом атеїзму; походу на атеїзм Вольтер присвятив спеціальний памфлет («Homélie sur l'athéisme»), деїст у дусі британських вільнодумців XVIII століття, Вольтер всілякими аргументами намагався довести існування Божества, що створило всесвіт, в справи якого проте не втручається, оперуючи доказами: «космологічними» («Проти атеїзму»), «телеологічними» («Le philosophe ignorant») і «моральними» (стаття «Бог» в «Енциклопедії»).
З усіх аргументів найближчим для Вольтера був сором'язливо прихований — «поліцейський», адже без поняття божества «не може існувати жодне суспільство», експлуатований низ повстане проти «освіченого» верху — тому необхідно зберегти релігію як моральну «вуздечку» для народу, і «якби Бога не було, його треба було б вигадати».
У «повчальних проповідях», а так само у філософських повістях неодноразово зустрічається й аргумент «корисності», тобто таке уявлення про Бога, при якому він виступає як соціальний і моральний регулювальний принцип. У цьому сенсі, віра в нього виявляється необхідною, оскільки тільки вона, на думку Вольтера, здатна утримати людський рід від саморуйнування і взаємного знищення.

Давайте ж, брати мої, принаймні, подивимося, наскільки корисна така віра і наскільки ми зацікавлені в тому, щоб вона була відображена у всіх серцях. 
 Принципи ці необхідні для збереження людського роду. Позбавте людей уявлення про Бога, що карає і винагороджує — і ось Сулла і Марій з насолодою купаються в крові своїх співгромадян; Август, Антоній і Лепід перевершують у жорстокості Суллу, Нерон холоднокровно віддає наказ про вбивство власної матері.

Заперечуючи середньовічний церковно-чернечий аскетизм в ім'я права людини на щастя, що корениться в розумному егоїзмі («Discours sur l'homme»), тривалий час поділяючи оптимізм британської буржуазії XVIII століття, перетворити світ за своїм образом і подобою і стверджувала устами поета Поупа: «Whatever is, is right» («все що є — добре»), Вольтер після землетрусу в Лісабоні, який зруйнував третину міста, дещо знизив свій оптимізм, заявляючи в поемі про лісабонську катастрофу: «зараз не все добре, але все буде добре».

#### Критика релігії
Невтомний і нещадний ворог церкви та клерикалів, яких він переслідував аргументами логіки і стрілами сарказму, письменник, чиє гасло було «écrasez l'infâme» («знищіть підлу», часто перекладають як «роздушіть гадину»), Вольтер нападав і на юдаїзм, і на християнство (наприклад, у «обіді у громадянина Буленвілье»), виявляючи втім свою повагу до особистості Христа (як в зазначеному творі, так і в трактаті «Бог і люди»), З метою антицерковної пропаганди Вольтер видав «Заповіт Жана Мельє», священика- соціаліста XVII століття, не шкодував слів для розвінчання клерикалізму.
Борючись словом і ділом (заступництво за жертв релігійного фанатизму — Каласа та Сервета) проти панування і гніту релігійних забобонів та упереджень, проти клерикального бузувірства, Вольтер невпинно проповідував ідеї релігійної терпимості як у своїх публіцистичних памфлетах (Трактат про віротерпимість, 1763), так і у своїх художніх творах (образ Генріха IV, що на час зупинив релігійні чвари католиків і протестантів; образ імператора у трагедії «Гебр»).
У 1722 році Вольтер написав антиклерикальну поему «За і проти». У цій поемі він доводить, що християнська релігія, що пропонує любити милосердного Бога, насправді малює Його жорстоким тираном, «Якого ми повинні ненавидіти». Тим самим Вольтер проголошує рішучий розрив з християнськими віруваннями:
 У цьому негідному образі я не визнаю Бога, якого я повинен шанувати… Я не християнин… 

### Лібералізм
Доктрину, яка чудово відповідала Вольтеровим поглядам на співвідношення між моральним і практичним, він знайшов у творах англійського філософа Джона Локка. Локк підтримував погляди лібералізму, вважаючи, що суспільна згода не повинна ставитися вище від природних прав особистості. З іншого боку ми вчимося з досвіду, усе, що виходить за його межі, є не більше ніж гіпотеза — область певного збігу між практикою та істиною. Із цієї доктрини Вольтер виводить основну думку своєї моралі: завдання людини взяти свою долю у власні руки, покращити умови свого існування, забезпечити себе, прикрасити життя науками, виробництвом, мистецтвами й хорошим наглядом за суспільством. Таким чином, громадське життя неможливе без угоди, в якій кожен знайшов би вигоду для себе. Хоча право й різне в різних країнах, принцип справедливості, який лежить в його основі, універсальний. Усі люди можуть його збагнути, перш за все тому, що всі люди більш-менш розумні, а ще й тому, що всі можуть зрозуміти те, що корисне для суспільства є корисним для кожного. Необхідність чеснот продиктована не тільки сентиментами, а й інтересами кожної особи. Роль моралі в тому, щоб навчити нас принципів такого нагляду й виробити у нас звичку поважати ці принципи.

### Філософія
Бувши прихильником сенсуалізму Локка, вчення якого він пропагував у своїх «філософських листах», Вольтер був водночас ворогом французької матеріалістичної філософії, зокрема барона Гольбаха, проти якого спрямовано його «Лист Меммій до Цицерона»; в питанні про дух Вольтер вагався між запереченням і ствердженням безсмертя душі, в питанні про свободу волі — в нерішучості переходив від індетермінізму до детермінізму. Найважливіші філософські статті Вольтер друкував у «Енциклопедії» і потім видав окремою книгою, спочатку під назвою «Кишеньковий філософський словник» (фр. Dictionnaire philosophique portatif, 1764). У цій праці Вольтер виявив себе як борець проти ідеалізму та релігії, спираючись на наукові досягнення свого часу. У численних статтях він дає яскраву і дотепну критику релігійних уявлень християнської церкви, релігійної моралі, та викриває злочини, скоєні християнською церквою.
Вольтер як представник школи природного права визнає за кожним індивідом існування невідчужуваних природних прав: свободу, власність, безпеку, рівність.
Поряд із природними законами філософ виділяє позитивні закони, необхідність яких пояснює тим, що «люди злі». Позитивні закони покликані гарантувати природні права людини. Багато позитивних законів представлялися філософу несправедливими, такими, втілюють лише людське невігластво.

### Соціально-філософські погляди
За соціальним поглядом Вольтер — прихильник нерівності. Суспільство має ділитися на «освічених і багатих» і на тих, хто, «нічого не маючи», «зобов'язаний на них працювати» або їх «бавити». Трудящим тому нема чого давати освіту: «якщо народ почне міркувати, все загинуло» (з листів Вольтера). Друкуючи «Заповіт» Мельє, Вольтер викинув усю його гостру критику приватної власності, вважаючи її «обурливою». Цим пояснюється і негативне ставлення Вольтера до Руссо, хоча в їхніх взаєминах був у наявності особистий елемент.
Переконаний і гарячий противник абсолютизму, він залишився до кінця життя монархістом, прихильником ідеї освіченого абсолютизму, монархії, що спирається на «освічену частину» суспільства, на «філософів». Освічений монарх — його політичний ідеал, який Вольтер утілив у ряді образів: в особі Генріха IV (у поемі «Генріада»), «чутливого» царя-філософа Тевкра (у трагедії «Закони Міноса»), який ставить своїм завданням «просвітити людей, пом'якшити звичаї своїх підданих, цивілізувати дику країну», і короля дон Педро (в однойменній трагедії), трагічно гине в боротьбі з анархічними феодалами в ім'я принципу, вираженого Тевкра в словах: «Королівство — велика сім'я з батьком на чолі. Хто має інше уявлення про монарха, той винен перед людством».
Вольтер, як і Руссо, іноді схилявся до захисту ідеї «первісного стану» в таких п'єсах, як «Скіфи» або «Закони Міноса», але його «первісне суспільство» (скіфів і сидонців) не має нічого спільного з намальованим Руссо раєм дрібних власників-хуторян, а втілює собою суспільство ворогів політичного деспотизму та релігійної нетерпимості.
У своїй сатиричній поемі «Орлеанська діва» він висміює лицарів і придворних, але в поемі «Битва при Фонтенуа» (1745) Вольтер славить старе французьке дворянство, в таких п'єсах, як «Право сеньйора» і особливо «Наніна», — малює із захватом поміщиків ліберального ухилу, навіть готових брати шлюб із селянкою. Вольтер довго не міг примиритися з вторгненням на сцену осіб недворянського положення, «звичайних людей» (фр. hommes du commun), тому що це означало «знецінити трагедію» (фр. avilir le cothurne).
Зв'язаний своїми політичними, релігійно-філософськими і соціальними поглядами досить міцно зі «старим порядком», Вольтер особливо своїми літературними симпатіями міцно вріс у аристократичне XVIII століття Людовика XIV, якому він присвятив свій найкращий історичний твір — «Siècle de Louis XIV».
Незадовго до своєї смерті, 7 квітня 1778, Вольтер вступив до паризької масонської ложі Великого сходу Франції — «Дев'ять сестер». При цьому в ложу його супроводжував Бенджамін Франклін (у той час — американський посол у Франції).

## Вольтер та Україна
У своїй праці «Історія Карла XII» (1731) Вольтер присвятив окремий розділ Україні з гетьманом Іваном Мазепою, стверджуючи, що Україна «завжди прагнула до волі»:

Україна завжди прагнула до волі, але оточена Московією, країнами підвладними великому Султану і Польщею, вона вимушена була шукати собі протектора в одній з цих трьох держав. Вона спочатку потрапила під протекцію Польщі, яка поводила себе з нею зовсім як з поневоленою країною. Тоді вона звернулася до Московита, який обернув її в таке рабство, на яке тільки був спроможний. Спочатку Українці мали право обирати поміж себе Князя під ім'ям Генерала, але дуже скоро вони були позбавлені цього права, і їх Генерал почав призначатися Московським двором.

Фактично в цьому резюме Вольтер показав передумови й причини переходу гетьмана Івана Мазепи на бік шведів.

## Ставлення до євреїв
У своєму «Філософському словнику» Вольтер писав:
|  | Ви виявите в них (євреїв) тільки неосвічений і варварський народ, який здавна поєднує саму огидну жадібність з ницими забобонами і з нездоланною ненавистю до всіх народів, які їх терплять і при цьому їх же збагачують... Проте не слід їх спалювати. |

Луї де Бональд писав:
|  | Коли я говорю, що філософи доброзичливо ставляться до євреїв, з їх числа потрібно виключити главу філософської школи XVIII століття Вольтера, який все своє життя демонстрував рішучу неприязнь до цього народу. |

## Послідовники Вольтера і вольтеріянство
Свої твори Вольтер був змушений видавати часто анонімно, відрікаючись від них, коли чутки оголошували його автором, друкувати їх за кордоном, провозити до Франції контрабандою. У боротьбі проти старого порядку Вольтер міг, з іншого боку, спиратися на величезну впливову аудиторію як у Франції, так і за кордоном, починаючи від «освічених монархів» і до широких кадрів нової інтелігенції, аж до Росії, якій він присвятив свою «Історію Петра» (замовлену російським урядом) і частково «Карла XII», перебуваючи в листуванні з Катериною II і з Сумароковим, і де його ім'ям була охрещена, хоча і без достатніх підстав, громадська течія, відома під назвою «вольтеріанство».
Культ Вольтера досяг свого апогею у Франції в епоху Великої революції, і в 1792 році, під час представлення його трагедії «Смерть Цезаря», якобінці прикрасили голову його бюста червоним фригійським ковпаком. Якщо в XIX столітті в загальному цей культ пішов на спад, то ім'я і слава Вольтера завжди відроджувалися в епохи революцій: на рубежі XIX століття — в Італії, куди війська генерала Бонапарта принесли принципи декларації прав людини і громадянина, частково у Великій Британії, де борець проти Священного союзу, Байрон, прославив Вольтера в октавах «Чайльд-Гарольда», потім — напередодні березневої революції в Німеччині, де Гейне воскрешав його образ. На рубежі XX століття вольтерівська традиція в своєрідному переломленні ще раз спалахнула в «філософських» романах Анатоля Франса.

## Міфи про Вольтера
Серед християнських апологетів існує популярний анекдот про те, що після смерті Вольтера в його будинку розташувалася штаб-квартира Біблійного товариства, а також друкарня і пересильний центр з поширення релігійної літератури.
Одна з найбільш ранніх згадок про цю легенду є у книзі Сіднея Коллетта «Листи істини», вперше опублікованої у Великій Британії в 1905 році. Якщо вірити Коллетту, Вольтер, який помер в 1778 році, передбачав, що через 100 років після його смерті християнство стане надбанням історії. Однак не минуло й чверті століття, як було засновано Британське та Іноземне Біблійне Товариство (1804 рік). Друкарський верстат, на якому Вольтер друкував атеїстичну літературу, тепер використовувався для друку Біблії, а будинок, у якому він жив, був перетворений Біблійним товариством Женеви на книжковий склад, де зберігалася біблійна література.
Книга Коллетта мала чимало перевидань у Великій Британії і була опублікована в США під назвою «Все про Біблію». Навіть якщо не вона є джерелом міфу, їй належить провідна роль в його розповсюдженні.
Подібні історії опубліковані в багатьох книгах та на інтернет-сайтах. Найчастіше фігурують будинки в Женеві або Парижі, рідше — в Німеччині або Австрії. Біблійна організація зазвичай згадується як «Біблійне товариство Женеви» або «Британське та закордонне біблійне товариство». Термін між смертю Вольтера і купівлею будинку — від 20 до 100 років. У більшості джерел про Вольтера говорять як про атеїста, хоча він був деїстом. У жодній з публікацій немає посилань на джерела інформації.
Біблійні товариства Франції, Швейцарії та Великої Британії заперечують належність їм колишніх будинків Вольтера. Заперечує це і біограф Вольтера Теодор Бестерман:
|  | ...Жоден з будинків Вольтера не пов'язаний і не був пов'язаний з будь-яким біблійним товариством. Це стосується всіх будинків Вольтера, чи то у Франції, Німеччині, Швейцарії чи ще десь. |

Ймовірним джерелом непорозуміння була історія придбання в 1846 році Британським і закордонним біблійним товариством «Будинку Гіббона» в Лозанні, названого на честь відомого історика і атеїста Едварда Гіббона. До 1859 року в цьому будинку діяв пересильний центр з поширення релігійної літератури. Американське біблійне товариство (ABS) брало участь у цій покупці, надавши британським братам допомогу в розмірі 10 000 доларів. Присвячена цій події промова члена ABS Вільяма Снодграсса міститься в щорічному звіті ABS 1849 року. Згадка Вольтера в цьому контексті, мабуть, послужила одним з джерел виникнення міфу:
|  | ... Комітет визнав можливим послати 10 000 доларів до Франції, батьківщини Вольтера, який передбачав, що в XIX столітті Біблія буде відома тільки як предмет антикваріату. Можу повідомити в зв'язку з цим, що будинок Гіббона (названий на честь відомого атеїста) перетворений на склад Біблійного товариства, яким керує агент з продажу книг. Сама земля, по якій ходив цей знаменитий насмішник, стала місцем поширення книги, проти якої були спрямовані його зусилля. |

Доля будинків, пов'язаних з ім'ям Вольтера, була такою… Маєток у Фернеї (Франція) зараз є музеєм і артцентром. Маєток у Женеві (Швейцарія) служить штаб-квартирою Музею і інституту Вольтера. Обидва будинки в Лозанні, де жив Вольтер, наразі знесені. У будинку на Рю де Вольтер, 27 в Парижі, де Вольтер помер, зараз розташовано ресторан «Вольтер». А у «будинку Гіббона» нині[коли?] розташувалася штаб-квартира «Асоціації банків Швейцарії» (Société де Banque Suisse).

## Правозахисна діяльність
У 1762 році Вольтер почав кампанію щодо скасування вироку протестанту Жану Каласу, який був страчений за звинуваченням у вбивстві свого сина. Врешті Жан Калас визнаний невинним. Виправдані й інші засуджені у цій справі. Французький історик Марьон Сіго вважає, що справу Каласа Вольтер використав, щоб виявити свою ненависть до Церкви, а не для захисту прав страченого Каласа (виправданого через процедурні помилки).

## Праці
Фантастичні романи:
- «Мікромегас» (1752),
- «Кандід, або Оптимізм» (1759)

Філософські повісті:
- «Простак» (1767),
- «Діалоги Евгемера» (1777)

Трагедії:
- «Брут» (1731),

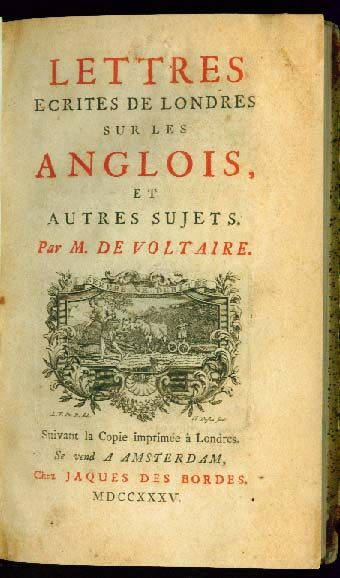

- «Танкред (повість)» (видана в 1761),

Сатиричні поеми:
- «Орлеанська діва», (1735, видана в 1755)

П'єси:
- «Едіп»
- «Ірена» (1776)

Історичні твори:
- «Історія Карла XII» (1730),
- «Філософські листи» (1733),
- «Філософський словник» (1764-69).
- «Дослід про дух і звичаї народів»
- «Століття Людовіка XIV»
- «Кодекс порядних людей, або мистецтво не дати себе обманути негідникам»[17] 1825 (fr. Code des gens honnêtes ou l'art de ne pas être dupe des fripons)

## Переклади українською
Окремі епіграми й вірші Вольтера переклали Павло Грабовський, Христина Алчевська. Комедію «Наніна» 1885 — 96 було поставлено на сцені Харківського вільного театру. Українською мовою повість «Кандід» переклали Валер'ян Підмогильний (1927) та Микола Терещенко (1955). 1932 року з'явилися «Вибрані твори» Вольтера в перекладах Людмили Івченко. 1937 року вийшла поема «Орлеанська діва» у перекладі Максима Рильського. 1920 року Кам'янець-Подільське видавництво «Дністер» мало намір видати український переклад роману Вольтера «Білий бик» (переклав М. Мухин), але невідомо чи після приходу більшовиків був він виданий і чи зберігся хоч один примірник.
- Вольтер. Історія доброго брагмана. Переклад з французької: Іван Ставничий. Львів: журнал Світ. Ч. 23-24 за 1926 рік
- Вольтер. Кандід або оптимізм. Переклад з французької: Валер'ян Підмогильний за редакцією Миколи Зерова; вступна стаття та примітки: С. Родзевич. Київ: Слово, 1927. 128 стор.
  - (передрук) Вольтер. Кандід; Вавилонська царівна: повісті. Переклад з французької: Валер'ян Підмогильний за редакцією Миколи Терещенка. Київ: Держвидав, 1955. 165 стор.[19]
  - (передрук) Вольтер. Кандід: філософські повісті.[20] Переклад з французької: Валер'ян Підмогильний за редакцією Миколи Терещенка; Передмова та примітки: Ярема Кравець; Київ: Інститут літератури імені Тараса Шевченка НАН України; Харків: Фоліо, 2011. 410 стор.
- Вольтер. Вибрані твори[21] Переклад з французької: Людмила Івченко.[22] Харків-Київ: Література і мистецтво, 1932. 254 стор.[18]
- Вольтер. Орлеанська діва: поема. Переклад з французької: Максим Рильський. Київ — Харків: Держлітвидав УРСР, 1937. 329 стор. (1-ше вид.)
  - (передрук) Вольтер. Орлеанська діва: поема. Переклад з французької: Максим Рильський. Київ: Держлітвидав, 1956. 316 стор. (2 вид.) (завантажити з е-бібліотеки Чтиво [Архівовано 15 квітня 2015 у Wayback Machine.])
- Вольтер. Мікромегас: філософська повість. Переклад з французької: Ярема Кравець. Київ: журнал «Всесвіт» № 1 за 1979, с. 168—179
- Вольтер. Епіграми. Переклад з французької: Віктор Копілов. Київ: журнал «Всесвіт» № 1 за 1979, с. 179—180

## Вшанування пам'яті
У місті Кривий Ріг є вулиця Вольтера.